# Julia Faye
Pour les articles homonymes, voir Faye.
Julia Faye (Richmond (Virginie), 24 septembre 1893 - Hollywood, 6 avril 1966) est une actrice américaine. Elle est apparue dans les films de Cecil B. DeMille plus qu'aucune autre actrice, d'abord dans plusieurs de ses films muets, puis dans tous à partir de Pacific Express (1939). Elle était la maîtresse de DeMille, qui continua à l'employer longtemps après la fin de leur relation.

## Carrière
Julia Faye vivait à Saint-Louis lorsqu'elle se rendit chez des amis à Hollywood en 1916. Elle visita un studio de cinéma et fut présentée au cinéaste Christy Cabanne ; ils parlèrent de Saint-Louis et découvrirent qu'ils y avaient vécu pratiquement côte à côte. Cabanne persuada la mère de Julia de lui permettre d'apparaître au cinéma.
En 1919, Faye joua la sténo dans Stepping Out, où figuraient Enid Bennett, Niles Welch et Gertrude Claire. Elle fut félicitée par un critique pour la classe avec laquelle elle jouait son rôle. La même année, elle apparut dans It Pays to Advertise, un film Paramount Pictures dirigé par Donald Crisp d'après la pièce du même nom de Rol Cooper Megrue et Walter Hackett adaptée par Elmer Harris.
Faye fut inscrite comme membre de la Paramount Stock Company School en juillet 1922, aux côtés de Rudolph Valentino, Gloria Swanson, Betty Compson, Wallace Reid, Bebe Daniels, Pola Negri, etc.
Quand DeMille démissionna de son poste de directeur général de Famous Players-Lasky en janvier 1925, il devint le directeur de la branche production de la Cinema Corporation of America. Il prévoyait de diriger deux ou trois films par an et de superviser la réalisation de dix à vingt autres. Julia Faye le suivit, ainsi que Leatrice Joy, Rod La Rocque, Florence Vidor, Mary Astor et Vera Reynolds.
Dans Les Bateliers de la Volga  (1926), elle joua une bohémienne, une tigresse considérée comme son rôle le plus captivant à ce stade de sa carrière, alors qu'elle était auparavant plutôt connue pour ses rôles de sirène en robe de soie.
L'année suivante, dans Le Roi des rois, elle fut Marthe, disciple d'un Jésus Christ interprété par H. B. Warner.
À partir de 1939, elle figura dans tous les films de Cecil B. DeMille, y compris dans Les Boucaniers, son film posthume réalisé par Anthony Quinn. Elle prit ensuite sa retraite, n'apparaissant plus que dans un épisode de série télévisée en 1963.
Morte d'un cancer à Hollywood en 1966, elle est inhumée au Hollywood Forever Cemetery et possède une étoile sur le Hollywood Walk of Fame (6501 Hollywood Blvd.).

## Filmographie partielle
- 1915 : Don Quixote
- 1917 : Les Conquérants (The Woman God forgot)
- 1918 : The Whispering Chorus
- 1918 : La Proie pour l'ombre (Old Wives for New) de Cecil B. DeMille
- 1918 : Till I Come Back to You
- 1918 : Le Mari de l'Indienne (The Squaw Man)
- 1919 : It Pays to Advertise de Donald Crisp
- 1919 : Après la pluie, le beau temps (Don't Change Your Husband)
- 1919 : À l'ombre du bonheur (Stepping Out) de Fred Niblo
- 1919 : Un jeune homme trop rangé (A Very Good Young Man) de Donald Crisp
- 1919 : L'Admirable Crichton (Male and Female)
- 1920 : L'Échange (Why Change Your Wife?) (non créditée)
- 1920 : L'amour a-t-il un maître ? (Something to Think About)
- 1920 : The Six Best Cellars de Donald Crisp
- 1920 : Fatty candidat
- 1921 : Le Fruit défendu (Forbidden Fruit) de Cecil B. DeMille
- 1921 : L'Heure suprême (The Great Moment) de Sam Wood
- 1921 : Le Paradis d'un fou (Fool's Paradise)
- 1922 : Le Détour (Saturday Night)
- 1922 : Des gens très bien (Nice People)
- 1922 : Le Réquisitoire (Manslaughter)
- 1923 : La Rançon d'un trône (Adam's Rib)
- 1923 : Nobody's Money de Wallace Worsley
- 1923 : Les Dix Commandements (The Ten Commandments) : femme du pharaon
- 1924 : Triomphe (Triumph) de Cecil B. DeMille
- 1924 : Changing Husbands
- 1924 : Le Tourbillon des âmes (Feet of Clay)
- 1925 : Le Lit d'or (The Golden Bed)
- 1925 : L'Empreinte du passé (The Road to Yesterday) de Cecil B. DeMille : Dolly Foules
- 1926 : Les Bateliers de la Volga (The Volga Boatman) de Cecil B. DeMille : Mariusha
- 1927 : Le Roi des rois (The King of Kings)
- 1927 : Le Brigadier Gérard de Donald Crisp
- 1927 : Turkish Delight de Paul Sloane
- 1929 : La Fille sans dieu (The Godless Girl)
- 1929 : Dynamite
- 1931 : Le Mari de l'Indienne (The Squaw Man)
- 1936 : L'Espionne Elsa (Till We Meet Again) de Robert Florey
- 1939 : Pacific Express (Union Pacific)
- 1940 : Les Tuniques écarlates (Northwest Mounted Police)
- 1947 : Ils étaient quatre frères (Blaze of Noon) de John Farrow
- 1949 : Un Yankee à la cour du roi Arthur (A Connecticut Yankee in King Arthur's Court) de Tay Garnett
- 1949 : L'Ange endiablé (Red, Hot and Blue) de John Farrow : Julia
- 1950 : Voyage sans retour (Where Danger Lives) de John Farrow
- 1952 : Sous le plus grand chapiteau du monde (The Greatest Show on Earth), de Cecil B. DeMille : Birdie
- 1956 : Les Dix Commandements (The Ten Commandments) de Cecil B. DeMille : Élischéba, femme d'Aaron
- 1958 : Les Boucaniers (The Buccaneer)

## Crédit d'auteurs
- (en) Cet article est partiellement ou en totalité issu de l’article de Wikipédia en anglais intitulé « Julia Faye » (voir la liste des auteurs).